# Ancylolomia planicosta
Ancylolomia planicosta is een vlinder uit de familie grasmotten (Crambidae). De wetenschappelijke naam van deze soort is voor het eerst geldig gepubliceerd in 1956 door Martin.
De soort komt voor in tropisch Afrika.